# 红树蚬
俗名稱作「馬蹄蛤」（曾被誤為「蛤蜊」，但是，依外殼紋路，屬於「蜆」）、掉地蛤、八重山漂木蜆，是帘蛤目蚬科红树蚬属的一种。

## 分佈
分布地區在中国大陆（福建龍海、廣東南澳、大亞灣、廣西防城、海南清瀾、三亞、陵水）、香港、台湾（新北市淡水區，台南市安平區，高雄市，屏東縣東港鎮、雲林縣口湖鄉）、琉球群島八重山群島、馬來西亞、新加坡、越南。常栖息在河口半淡咸水域、红树林密布的潮间带等。

## 人工養殖
因紅樹蜆所需環境條件嚴苛，死亡率高繁殖不易，同時臺灣本土在追求經濟開發的過程中，使得紅樹林環境受到破壞，目前僅有少數地區成功養殖，雖此品種於1786年就已被Lightfoot.等人鑑種，但一直未被重視。自從1999年曾界崇等人在台養殖後，才開始進行許多功效評估，自此，紅樹蜆逐漸被學界重視、研究，目前由曾先生與口湖鄉郭茂樹先生共同致力於養殖與研發。

## 外部連結
- 維基物種上的相關：红树蚬